# Herbert Schauer
Herbert Schauer (* 1. Januar 1924 in Striegau, Landkreis Schweidnitz, Provinz Niederschlesien; † 2. Oktober 1988 in Berlin) war ein deutscher Schriftsteller und Fernsehautor.

## Leben
Herbert Schauer war der Sohn eines Reichsbahnbeamten. Nach dem Notabitur wurde er als Soldat zur Wehrmacht eingezogen und geriet 1944 in sowjetische Kriegsgefangenschaft, aus der er 1945 entlassen wurde. Danach arbeitete er bis 1949 als Neulehrer und von 1950 bis 1965 als Zeitungsredakteur in Berlin und studierte gleichzeitig im Fernstudium Journalistik an der Karl-Marx-Universität Leipzig. Ab 1965 war er als freischaffender Journalist und Schriftsteller in Berlin tätig. 1966 erhielt er den silbernen Lorbeer des DDR-Fernsehens.
Er starb am 2. Oktober 1988 in seinem Haus in Berlin-Bohnsdorf.

## Werk
Herbert Schauer ist zusammen mit Otto Bonhoff als Autor von Fernsehfilmen, die sich mit Erscheinungsformen des internationalen Faschismus auseinandersetzen und zahlreiches Tatsachenmaterial verarbeiten, bekannt geworden: „Schatten über Notre-Dame“ (1966, mit Angelica Domröse) hat die Umtriebe der Cagoulards, der Mitglieder des französischen faschistischen Geheimbunds vor dem Zweiten Weltkrieg, zum historischen Hintergrund.
Umfangreiche historische Recherchen liegen auch dem Abenteuerroman beider Autoren um den legendären Bauerngeneral Georg Kresse „Rächer, Retter und Rapiere“ (1982, mit Walter Plathe), zugrunde.
„Über ganz Spanien wolkenloser Himmel“ (1971) schildert in spannender Handlung die Vorgeschichte des Spanienkrieges 1936/38, das Ränkespiel des deutschen faschistischen Geheimdienstes und des englischen Secret Service, die Verflechtung von Konzerninteressen und der militärischen Testaktion des deutschen Generalstabs und zugleich die komplizierte weltanschauliche Wandlung eines deutschen Intellektuellen.
Die Fernsehreihe „Das unsichtbare Visier“  (1973, mit Armin Mueller-Stahl) erzählt die Geschichte eines Auslandskundschafters des MfS, der die Fluchtwege und die Verstrickung ehemaliger hoher Nationalsozialisten in die westdeutsche Gesellschaft aufdeckt. Die Filmreihe um den Protagonisten Werner Bredebusch alias "Oberleutnant Detjen", auch als „ostdeutscher James Bond“ bezeichnet, avancierte zum Straßenfeger in der DDR.
Kennzeichnend für Schauers und Bonhoffs Gestaltungsmethode ist die mit der Akribie des Historikers und dem detektivischen Spürsinn des Dokumentalisten vorgenommene Aufbereitung von Fakten und Ereignissen, sowie das Aufdecken kaum bekannter Hintergrundinformationen; dabei orientieren sie sich „mehr auf Aktionsbilder, als auf die Geschehnisse selbst“ (H. J. Geerdts) und die psychologische Profilierung der Gestalten.
Die meisten Werke wurden in der DDR und im Ausland auch als Buch verlegt.

## Filmografie
- 1966 „Schatten über Notre-Dame“ (Szenarium),
- 1970/71 „Über ganz Spanien wolkenloser Himmel“ (Szenarium),

Serie "Das unsichtbare Visier", bestehend aus folgenden 9 Teilen der ersten Staffel:
- 1972/73 „Der römische Weg“ (Drehbuch, Darsteller),
- 1972/73 „Das Wasserschloß“ (Drehbuch, Darsteller),
- 1972/73 „Das Nest im Urwald“ (Drehbuch, Darsteller),
- 1974/75 „Ein merkwürdiger Anschlag“ (Drehbuch),
- 1974/75 „Das Geheimnis der Masken“ (Drehbuch),
- 1975 „Rätsel des Fjords“ (Drehbuch),
- 1975 „Depot im Skagerrak“ (Drehbuch),
- 1976 „Sieben Augen hat der Pfau“ (Drehbuch),
- 1976 „Mörder machen keine Pause“ (Drehbuch),
- 1979/80 „Kunstraub“ (Szenarium)

## Bibliografie
- „Schatten über Notre-Dame“, zusammen mit Otto Bonhoff, (Militärverlag der DDR, 1967)
- „Rächer, Retter und Rapiere“, zusammen mit Otto Bonhoff, (Militärverlag der DDR, 1969)
- „Über ganz Spanien wolkenloser Himmel“, zusammen mit Otto Bonhoff,  (Mitteldeutscher Verlag Halle, 1971)
- "Das unsichtbare Visier", zusammen mit Otto Bonhoff
- „Das unsichtbare Visier: Das Geheimnis der Masken“, zusammen mit Otto Bonhoff, (Militärverlag der DDR, 1977)
- „Das unsichtbare Visier: Depot im Skagerrak“, zusammen mit Otto Bonhoff, (Militärverlag der DDR, 1979)
- „Das unsichtbare Visier: Sieben Augen hat der Pfau“, zusammen mit Otto Bonhoff, (Militärverlag der DDR, 1981)
- „Die Jagd der Gejagten“ (Mitteldeutscher Verlag Halle, 1977)
- „Die Stadt, die der Teufel schuf“ (Mitteldeutscher Verlag Halle, 1982)
- „Das umstrittene Protokoll“ (Militärverlag der DDR, 1985)
- „Begegnung in Zürich“ (Mitteldeutscher Verlag Halle, 1987)
- "Im Namen des Kranichs" (Militärverlag der DDR, 1989)
- „Pin-Point - Piraterie und Leidenschaft“ (Mitteldeutscher Verlag Halle, 1990)